# Rajd Polski 2003
Rajd Polski 2003 (60. Rajd Polski) – 60. edycja rajdu samochodowego Rajd Polski rozgrywanego w Polsce. Rozgrywany był od 30 maja do 1 czerwca 2003 roku. Bazą rajdu była miejscowość Kłodzko. Rajd był piętnastą rundą Rajdowych Mistrzostw Europy w roku 2003, (Rajd miał najwyższy współczynnik – 20) i także drugą rundą Rajdowych Samochodowych Mistrzostw Polski w roku 2003.

## Wyniki końcowe rajdu[1][2]
| Miejsce | Kierowca           | Pilot               | Samochód                  | Czas      | Strata   |
| ------- | ------------------ | ------------------- | ------------------------- | --------- | -------- |
| 1       | Miguel Campos      | Carlos Magalhaes    | Peugeot 206 WRC           | 2:24:18.9 | -        |
| 2       | Bruno Thiry        | Jean-Marc Fortin    | Peugeot 206 WRC           | 2:26:59.8 | +2:40.9  |
| 3       | Jewgienij Wasin    | Aleksiej Szczukin   | Peugeot 206 WRC           | 2:31:12.1 | +6:53.2  |
| 4       | Tomasz Czopik      | Łukasz Wroński      | Subaru Impreza S5 WRC '99 | 2:32:03.7 | +7:44.8  |
| 5       | Sebastian Frycz    | Jarosław Gieras     | Mitsubishi Lancer EVO V   | 2:35:11.7 | +10:52.8 |
| 6       | Michał Bębenek     | Grzegorz Bębenek    | Mitsubishi Lancer EVO VI  | 2:35:42.2 | +11:23.3 |
| 7       | Maciej Lubiak      | Maciej Wisławski    | Mitsubishi Lancer EVO V   | 2:38:13.9 | +13:55.0 |
| 8       | Damian Jurczak     | Ryszard Ciupka      | Fiat Punto S1600          | 2:39:52.7 | +15:33.8 |
| 9       | Mariusz Stec       | Zbigniew Gruszka    | Mitsubishi Lancer EVO VI  | 2:40:29.4 | +16:10.5 |
| 10      | Piotr Adamus       | Magdalena Zacharko  | Opel Corsa S1600          | 2:42:49.9 | +18:31.0 |
| 11      | Michał Kościuszko  | Tomasz Borysławski  | Opel Corsa S1600          | 2:44:49.9 | +20:31.0 |
| 12      | Zsolt Pénzes       | János Zachár        | Mitsubishi Lancer Evo III | 2:49:49.5 | +25:30.6 |
| 13      | Mariusz Pelikański | Daniel Dymurski     | Peugeot 206 XS            | 2:50:46.6 | +26:27.7 |
| 14      | Stefan Karnabal    | Tomasz Pędzikiewicz | Renault Clio RS           | 2:51:22.7 | +27:03.8 |

1. 1 2 3 4  Nieliczony w klasyfikacji RSMP